# TOP 09
TOP 09, abréviation de Tradice, Odpovědnost, Prosperita 09 (« Tradition, responsabilité, prospérité » en tchèque) est un parti politique tchèque de centre droit, conservateur, libéral et pro-européen fondé en 2009.

## Historique

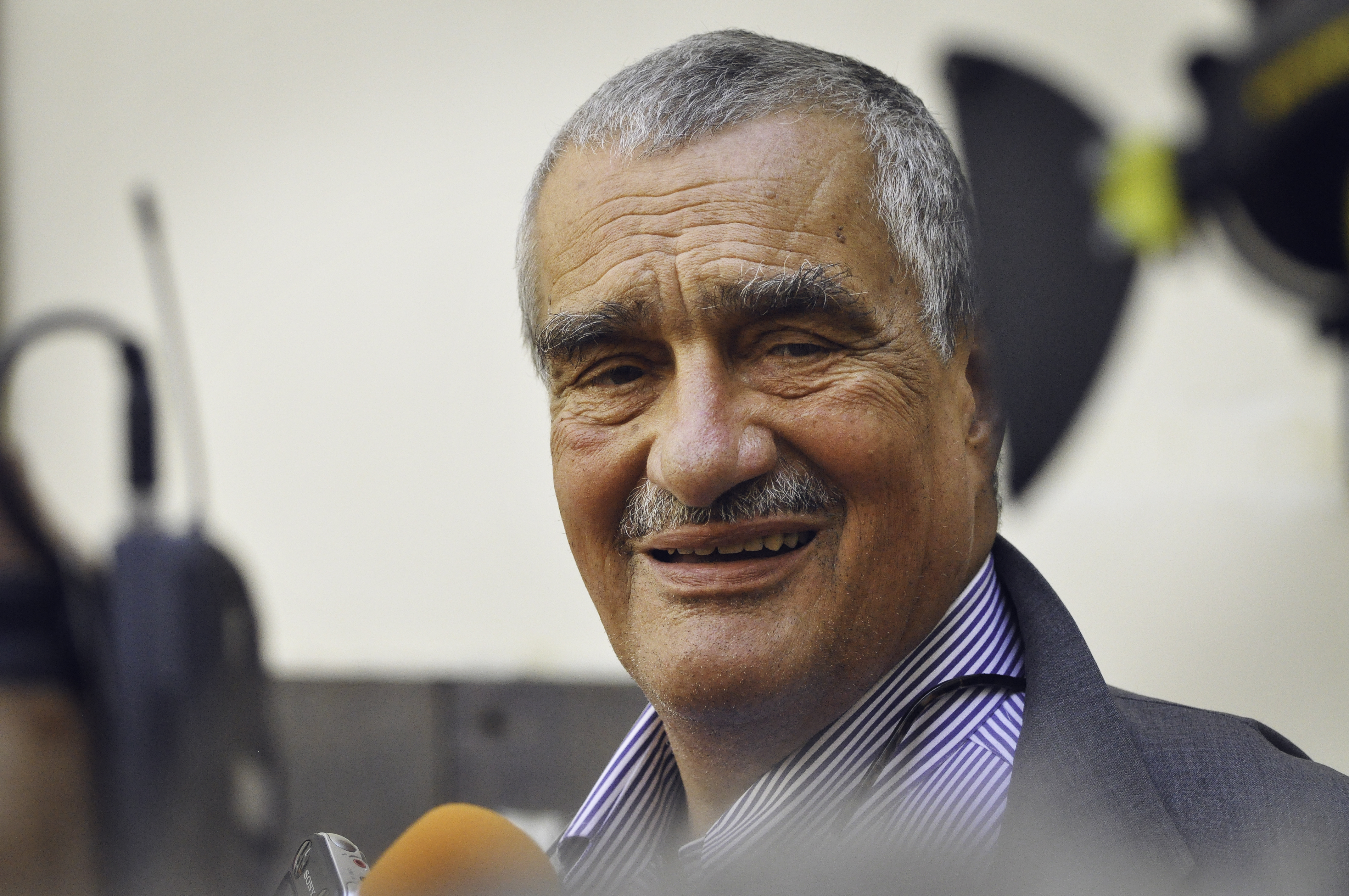
Karel Schwarzenberg était à la tête du parti à sa création en 2009.

### Fondation
Le parti a été créé le 11 juin 2009, à l'initiative de Miroslav Kalousek, ancien président de l'Union chrétienne démocrate - Parti populaire tchécoslovaque (KDU-ČSL) et ancien ministre des Finances entre 2007 et 2009, et plusieurs ex membres de la KDU-ČSL, qui jugeaient que leur parti évoluait trop vers la gauche. Kalousek demanda toutefois au prince Karel Schwarzenberg, ministre des Affaires étrangères de 2007 à 2009 et personnalité politique très populaire, de prendre la tête de la nouvelle formation.

### Participation au gouvernement Nečas
Haut dans les sondages, TOP 09 a obtenu un important succès lors de son premier scrutin, à savoir les élections législatives des 28 et 29 mai 2010. Le parti a en effet remporté 16,7 % des voix et 41 députés, se classant à la troisième place, au détriment notamment du Parti démocratique civique (ODS) et de la KDU-ČSL, qui disparaît carrément de la Chambre des députés.
À l'issue du scrutin, le parti a entamé des discussions avec l'ODS et Affaires publiques (VV) en vue de constituer une coalition gouvernementale forte de 118 sièges sur 200. Ces discussions ayant abouti, les trois partis ont constitué un gouvernement dirigé par Petr Nečas et dans lequel siègent cinq ministres de TOP 09, dont Karel Schwarzenberg, vice-président du gouvernement et ministre des Affaires étrangères, et Miroslav Kalousek, ministre des Finances.
Par la suite, TOP 09 voit ses résultats électoraux décliner et reste dans l'opposition de 2013 à 2021.
Le 20 novembre 2021, Markéta Pekarová Adamová est réélue lors d'une élection à la direction du TOP 09, avec 163 voix sur 176, étant le seul candidat à se présenter.

## Idéologie
TOP 09 est une formation qui se classe au centre droit, qui promeut des valeurs socialement conservatrices et économiquement libérales. Il se prononce ainsi en faveur d'une simplification de la fiscalité, d'une réduction de la dépense publique, défend un retour aux valeurs de la famille, un renforcement de la solidarité entre les générations et promet de lutter plus efficacement contre la corruption. Sur le plan de la politique étrangère, il appelle la diplomatie tchèque à s'appuyer aussi bien sur l'Union européenne que sur l'OTAN, deux organisations dont le pays est membre.

## Résultats électoraux

### Chambre des députés
| Année | Voix             | %                | Rang             | Sièges   | Gouvernement |
| ----- | ---------------- | ---------------- | ---------------- | -------- | ------------ |
| 2010  | 873 833          | 16,70            | 3e               | 41 / 200 | Nečas        |
| 2013  | 596 357          | 12,00            | 4e               | 26 / 200 | Opposition   |
| 2017  | 268 811          | 5,31             | 8e               | 7 / 200  | Opposition   |
| 2021  | Ensemble (SPOLU) | Ensemble (SPOLU) | Ensemble (SPOLU) | 14 / 200 | Fiala        |

### Sénat
| Année | 1er tour | 1er tour | 1er tour | 2d     | 2d   | 2d   | Sièges |
| Année | Votes    | %        | Rang     | Votes  | %    | Rang | Sièges |
| ----- | -------- | -------- | -------- | ------ | ---- | ---- | ------ |
| 2010  | 165 277  | 14,40    | 3e       | 51 310 | 7,54 | 9e   | 2 / 27 |
| 2012  | 57 907   | 6,59     | 5e       | 9 918  | 1,93 | 9e   | 2 / 27 |
| 2014  | 87 143   | 8,49     | 5e       | 30 476 | 6,43 | 6e   | 0 / 27 |

### Parlement européen
| Année | Voix    | %     | Rang | Sièges | Groupe |
| ----- | ------- | ----- | ---- | ------ | ------ |
| 2014  | 241 747 | 15,95 | 2e   | 4 / 21 | PPE    |
| 2019  | 276 220 | 11,65 | 4e   | 3 / 21 | PPE    |